# لويد ريس
لويد ريس (بالإنجليزية: Lloyd Reese)‏ هو لاعب كرة قدم أمريكية أمريكي، ولد في 17 يوليو 1920 في نيو فيلادلفيا في الولايات المتحدة، وتوفي في 28 أكتوبر 1981 في دوفر في الولايات المتحدة.